# Lindström motocross
Lindström motocross var ett svenskt fabrikat av tävlingsmotorcyklar som tillverkades i Limhamn i Skåne av Göte Lindström. Motorcyklarna var specialbyggda för motocross och tillverkades i begränsad upplaga. De baserades på delar från Husqvarnas motorcykeltillverkning. Lindströms stora bidrag till motocrossen var framför allt i utvecklingen av en lätt och styv ram och i egentillverkade och matchade 2-takts vevpartier, cylindrar, topplock och avgassystem. Motorblock och hjulnaven var av Husqvarnas, eller deras underleverantörers, tillverkning. Motorcyklarna var i övrigt utrustade med detaljer från tidens kanske främsta underleverantörer: Framgafflar från Ceriani; fälgar, tank och sadel från Radaelli; förgasare från Bing; kopplings- och handbromshandtag från Magura; snabbgashandtag från Eksjö och dubbla bakre fjäderben från Girling. Lindström motocross skördade framgångar i tävlingar i Sverige och utomlands, dock ingen VM-titel. Tillverkningen upphörde 1967.